# WALL·E
WALL•E o WALL-E (subtitulada como WALL•E: Batallón de limpieza en España) es una película de animación realizada casi íntegramente por ordenador, perteneciente a los géneros de ciencia ficción y comedia, estrenada en 2008, dirigida por Andrew Stanton, y producida por Walt Disney Pictures y Pixar Animation Studios. La trama sigue a un robot de la línea WALL•E, diseñada para limpiar la basura que cubre a la Tierra después de que fuese devastada y abandonada por el ser humano en un futuro lejano. Tras esto, se enamora de EVA, una robot tipo sonda y combate, que es enviada al planeta Tierra para investigar si existen indicios de vida, lo cual significaría que el lugar puede ser nuevamente habitado por la humanidad. Una vez que consigue su objetivo y encuentra una planta, EVA se dirige rápidamente a la nave de la que provino, el Axioma, por lo que WALL•E la sigue al espacio exterior en una aventura que cambia el destino de ambos para salvar a la naturaleza y a la humanidad.
Stanton había trabajado anteriormente con Pixar al dirigir Buscando a Nemo, que le valió el Óscar como mejor película de animación. El cineasta consideró que Pixar había logrado crear simulaciones verosímiles de la física bajo el agua en aquella producción, por lo cual esperaba un resultado similar para WALL•E, solo que con escenarios ambientados en el espacio exterior. Cabe señalar que la mayoría de los personajes en este filme no tienen voces humanas, y en su lugar utilizan un comportamiento kinésico y sonidos robóticos, diseñados por Ben Burtt, semejantes a voces. Además, la película se convirtió en la primera producción de Pixar en tener escenas con imágenes reales.
La película se estrenó en cines de los Estados Unidos y Canadá el 27 de junio de 2008, logrando recaudar USD 23,1 millones en su día de estreno y USD 63 millones adicionales en su primer fin de semana, siendo proyectada en 3992 salas de cine, situándose más tarde en el puesto número uno en ingresos de taquilla durante su primer fin de semana de presentación; en total, la cinta recaudó una cantidad de USD 521 268 237 a nivel mundial. Al igual que sus predecesoras, se adjuntó a WALL•E un cortometraje animado llamado Presto para su estreno en cines. El filme obtuvo una recepción positiva por parte de la crítica especializada, alcanzando una valoración de un 96 % en el sitio web recopilador de reseñas Rotten Tomatoes y una puntuación de 94 sobre 100 por parte de Metacritic. Asimismo, resultó nominada en diversas categorías de premios, principalmente en el rubro de mejor película animada, destacando en las ceremonias de los Globos de Oro y los Premios Óscar. En estos últimos, fue nominada además en otras cinco categorías en las que resultó vencida, incluyendo mejor guion original, lo cual la convirtió en el largometraje de Pixar con más nominaciones en tal ceremonia y, después de La bella y la bestia, la película animada más nominada en la historia del cine.
En 2021, la película fue elegida para preservación en el Registro Nacional de Cine de los Estados Unidos por la Biblioteca del Congreso de los Estados Unidos al ser considerada «cultural, histórica o estéticamente significativa».

## Argumento
En el siglo XXIX, específicamente en el año 2805, el consumismo desenfrenado, la codicia empresarial y la negligencia ambiental han convertido al planeta Tierra en un páramo lleno de basura; la humanidad no se encuentra por ningún lado y ha sido evacuada por la megacorporación Buy-n-Large (BnL) en gigantes naves generacionales siete siglos antes. De todos los robots compactadores de basura Waste Allocation Load Lifter - Earth class (levantadores de carga de residuos - clase terrestre) o WALL•E, solo uno queda. Un día, la rutina de WALL•E de comprimir basura y recolectar objetos interesantes se interrumpe con la llegada de una nave no tripulada que lleva una robot llamada Evaluador de Vegetación Alienígena o EVA, enviada para escanear el planeta en busca de vida sustanciable para los humanos. WALL•E se enamora de ella a primera vista y los dos comienzan a conectarse mediante los diferentes objetos que WALL•E le muestra que ha coleccionado hasta que EVA entra en modo de espera cuando WALL•E le muestra su hallazgo más reciente: una planta viva. Luego, la nave recolecta a EVA y a la planta y, con WALL•E aferrado, regresa a su nave nodriza, el Axioma.
En los siglos transcurridos desde que el Axioma salió de la Tierra, sus pasajeros se han degenerado en una obesidad extrema debido a la pereza y la microgravedad, atendidas a sus necesidades por las máquinas. El Capitán B. McCrea, acostumbrado a descansar mientras su teniente robótico, un piloto automático llamado AUTO vuela la nave, se sorprende por una respuesta positiva de la sonda y se entera de que colocar la planta en el Holo-Detector de la nave activará un hipersalto de regreso a la Tierra para que la humanidad pueda comenzar a recolonizar. Sin embargo, la planta no se encuentra en el compartimiento de almacenamiento de EVA y ella culpa a WALL•E por su desaparición.
Sin la planta, EVA es considerada defectuosa y se la llevan a Diagnósticos. Confundiendo el proceso con una tortura hacia EVA, WALL•E procede a "salvarla", pero termina liberando a los robots defectuosos del Axioma, los Rechaza-bots, en el proceso, haciendo que sean designados como renegados. Frustrada, EVA intenta enviar a WALL•E a casa en una cápsula de escape, pero son interrumpidos cuando llega el primer oficial de AUTO, un robot llamado GO-4 (B-M en España), y pone la planta robada en una cápsula configurada para autodestruirse. Para salvar la planta, WALL•E sube a la cápsula, pero es lanzada con WALL•E dentro. Usando una salida de emergencia, EVA persigue la cápsula, que finalmente explota. WALL•E logra escapar con la planta ilesa mediante un extintor y él y EVA se reconcilian y se dan su primer beso, celebrando con un baile fuera del Axioma.
EVA lleva la planta al capitán McCrea, quien observa las grabaciones de EVA de la Tierra y concluye que tienen que regresar. Sin embargo, AUTO se revela leal solo a la directiva A113―emitida incorrectamente después de que BnL decidiera que la Tierra no podía salvarse―, mientras EVA observa las grabaciones que se generaron cuando ella estaba en modo de espera, dándose cuenta de que WALL•E se enamoró de ella. Cuando McCrea revoca esta directiva, AUTO y GO-4 se amotinan como resultado, electrocutando y friendo la placa de circuito de WALL•E, poniendo a EVA en espera, arrojándolos a ambos por el conducto de basura junto con la planta y confinando a McCrea en su cabina. WALL•E, EVA y la planta son casi expulsados al espacio junto con la basura del Axioma en una esclusa de aire, pero las puertas de la esclusa son accidentalmente cerradas por un Microbe Obliterator o M-O, un robot programado para descontaminar que había seguido a WALL•E limpiando los rastros de sus llantas e inadvertidamente alerta a los robots WALL•A, haciéndolos abortar la eyección. WALL•E, EVA, M-O y los Rechaza-bots se abren paso hasta el Holo-Detector, mientras que McCrea y AUTO luchan por control. AUTO inclina la nave, obligando a EVA a mantener a salvo a los humanos. WALL•E se sacrifica para mantener el Holo-Detector abierto y es aplastado por AUTO, pero McCrea finalmente se levanta por su cuenta, domina y desactiva a AUTO, enderezando la nave. EVA inserta la planta en el Holo-Detector, iniciando el hipersalto.
Al regresar a la Tierra, EVA repara a WALL•E pero descubre que su memoria se restableció por lo que no la recuerda y su personalidad es de un robot cuyo único objetivo es ser un compactador de basura. Con el corazón roto, EVA le da a WALL•E un "beso" de despedida que restablece su memoria y vuelve a su personalidad original. WALL•E y EVA confiesan su amor y ellos junto con M-O y los Rechaza-bots se reúnen mientras McCrea, los humanos y los robots del Axioma dan sus primeros pasos en la Tierra y siembran la planta. 
Durante los créditos, se muestra a humanos y robots aprendiendo a cultivar, pescar y construir, reconstruyendo así el planeta Tierra, con los humanos perdiendo peso y regenerando su estructura ósea. Así, ellos y los robots convierten el planeta devastado en un paraíso, y se muestra que la planta se ha convertido en un frondoso árbol, el cual WALL•E y EVA contemplan juntos.
En una breve escena poscréditos, WALL•E ayuda a la lámpara de Pixar, Luxo Jr, a cambiar su bombilla incadescente dañada por una fluorescente de tubo espiral. 

## Reparto
- Ben Burtt como WALL•E (Waste Allocation Load Lifter - Earth class, Elevador de Carga Residual - clase Tierra), el personaje principal y quien da título al filme. WALL•E es un robot que ha alcanzado la sensibilidad, y es el único robot de su tipo que sigue funcionando en la Tierra. Es una pequeña caja compactadora móvil con llantas todo terreno, manos de pala de tres dedos, ojos binoculares y paneles solares retráctiles para obtener energía. Aunque trabaja diligentemente para cumplir con su directiva de limpiar la basura (todo el tiempo acompañado por su amigo cucaracha llamado Hal y la música que suena desde su grabadora de a bordo), es distraído por su curiosidad, recogiendo baratijas de interés entre la basura. Almacena y exhibe estos "tesoros", como una jaula llena de patos de goma, un cubo de Rubik, Zippos, vasos desechables llenos de cubiertos de plástico y un trofeo dorado; en su casa examina y clasifica sus hallazgos. Ignora los objetos valorados por los humanos, tira un anillo de diamantes pero conserva la caja del anillo. Organiza cuidadosamente sus hallazgos en la casa que ha creado, donde mira un videocasete de Hello Dolly! a través de un iPod visto por medio de un gran lente de Fresnel, imitando las secuencias de baile.[14]
  - Burtt también hace la voz de M-O (Microbe-Obliterator, Eliminador Microbiano), un pequeño robot de mantenimiento obseso-compulsivamente limpio con un cepillo en sus brazos que intenta mantener limpio el Axioma. En principio, no soporta la suciedad de WALL•E, pero después se vuelven amigos.
- Elissa Knight como EVA (Extraterrestrial Vegetation Evaluator, Evaluador de Vegetación Alienígena), una elegante robot tipo sonda y combate, cuya directiva es ubicar la vegetación en la Tierra y verificar la habitabilidad. Ella tiene un cuerpo brillante en forma de huevo blanco y ojos azules LED. Se mueve con tecnología antigravedad y está equipada con escáneres, almacenamiento de muestras y un cañón de plasma en su brazo, que usa después de una mínima provocación.[14]
- Jeff Garlin como el Capitán B. McCrea, el oficial al mando del Axioma. Él es simplemente un titular, con el piloto automático de la nave manejando todas las funciones de comando verdaderas. Se le acredita simplemente como "Capitán" y su nombre solo se ve en una pared que representa retratos de todos los capitanes de la nave.[14]
- MacInTalk, el servicio de voz para las computadoras Macintosh, fue usado para la voz de AUTO, el renegado piloto automático construido en la nave. A diferencia de otros robots en la película, AUTO no está influenciado por WALL•E, sino que sigue la directiva A113, que es para evitar que el Axioma y los humanos regresen a la Tierra debido a la toxicidad, y funciona para evitar que alguien se desvíe de ella.[14]
- John Ratzenberger y Kathy Najimy como John y Mary, respectivamente. John y Mary viven en el Axioma y dependen tanto de sus pantallas de video personales y servicios automáticos que son ajenos a su entorno, por ejemplo, sin darse cuenta de que la nave cuenta con una piscina gigante. Sin embargo, son sacados de sus trances después de encuentros separados con WALL•E, finalmente encontrándose cara a cara por primera vez, y se enamoran.[15]
- Fred Willard como Shelby Forthright, el CEO de Buy-n-Large Corporation y el único personaje de acción en vivo, que se muestra solo en vídeos grabados en la época del lanzamiento inicial de Axioma a principios del siglo XXII. Constantemente optimista, Forthright propuso el plan para evacuar la población de la Tierra al espacio, luego limpiar el planeta para que pudieran regresar dentro de cinco años. Sin embargo, al descubrir que la Tierra se había vuelto demasiado tóxica para mantener la vida, la corporación BnL pronto abandonó la limpieza y la recolonización, emitió a todos los pilotos automáticos de cualquier Axioma la directiva para evitar que alguien regrese a la Tierra. Forthright es el primer (y hasta ahora el único) personaje de acción en vivo con un papel de habla en cualquier película de Pixar.[5]
- Sigourney Weaver como la Computadora del Axioma.[16] Stanton bromeó sobre el papel de Weaver y dijo: "¿Te das cuenta de que ahora eres 'Mother'?",[15][17] refiriéndose al nombre de la computadora de la nave en la película Alien, en la que Weaver participó.

### Doblaje
| Personaje              | Actor de voz original (EE.UU) | Actor de doblaje (España) | Actor de doblaje (Hispanoamérica) |
| ---------------------- | ----------------------------- | ------------------------- | --------------------------------- |
| WALL•E                 | Ben Burtt                     | Juan Logan Jr.            | Enrique Cervantes                 |
| EVA                    | Elissa Knight                 | Mar Bordallo              | Christine Byrd                    |
| Capitán B. McCrea      | Jeff Garlin                   | Juan Amador Pulido        | Sebastián Llapur                  |
| AUTO                   | MacInTalk                     | Claudio Serrano           | Raúl Anaya                        |
| M-O                    | Ben Burtt                     | Iván Jara                 | Germán Fabregat                   |
| John                   | John Ratzenberger             | Luis Bajo                 | Mario Arvizu                      |
| Mary                   | Kathy Najimy                  | Laura Palacios            | Fernanda Tapia                    |
| Shelby Forthright      | Fred Willard                  | Carlos Ysbert             | César Arias                       |
| Computadora del Axioma | Sigourney Weaver              | Beatriz Berciano          | Xóchitl Ugarte                    |

## Producción

### Guion
Andrew Stanton concibió a WALL•E durante un almuerzo con sus compañeros de trabajo John Lasseter, Pete Docter y Joe Ranft en 1994. En ese entonces, la producción de Toy Story estaba a punto de concluir y los anteriormente mencionados comenzaron a pensar en nuevas ideas para los próximos proyectos del estudio —que eventualmente serían A Bug's Life, Monsters, Inc. y Buscando a Nemo—. Staton les preguntó en medio del almuerzo: «¿Y qué tal si la humanidad tiene que dejar la Tierra y alguien olvidó apagar al último robot?». Tras haber participado durante varios años para que los personajes de Toy Story fuesen atractivos para la audiencia (se encargó de la historia y el libreto de la película), Stanton consideró que su idea, reminiscente a la obra Robinson Crusoe, sobre un robot solitario en un planeta desierto era un concepto «muy fuerte». Para que dicha idea fuese comprensible al instante por la audiencia, Stanton optó por hacer de WALL•E un robot recolector de basura, además de que este oficio de bajo perfil lo volvía un personaje simpático. Asimismo, le gustaba el concepto de los cubos apilados de basura. En cuanto a la historia, consideró que no abordaba una temática sombría ya que un planeta cubierto de residuos era para él una imagen que siempre asoció con el desastre ecológico desde que era un niño.
Stanton y Pete Docter desarrollaron la cinta bajo el título inicial de Trash Planet durante dos meses en 1995, sin embargo, como no supieron estructurar la historia, Docter optó por dirigir Monsters, Inc. Poco después, Stanton concibió la escena en la que WALL•E encuentra a la planta, pues este al ser el único habitante de un mundo desolado le hizo imaginar una planta que crecía en medio del pavimento. Stanton y Lasseter antes de que enfocaran su atención en otros proyectos, determinaron que WALL•E debía enamorarse, pues esto resultaba en la consecuencia argumental necesaria para alejarse del concepto de soledad que muestra la parte inicial de la película. Stanton comenzó a escribir WALL•E en 2002, al mismo tiempo que completaba el rodaje de Buscando a Nemo. El libreto se modificó de tal forma que se asemejara al guion de Alien, el octavo pasajero, escrito por Dan O'Bannon. O'Bannon redactó su guion de una manera que Stanton decía que le recordaba la estructura de un haiku, donde se hacen descripciones visuales en líneas continuas de unas cuantas palabras. Así, escribió el diálogo del protagonista de manera convencional, pero lo situó entre paréntesis. A finales de 2003, Stanton y un equipo de unos cuantos compañeros crearon un «carrete animado» de los primeros veinte minutos de la película. Lasseter y Steve Jobs quedaron tan impresionados que iniciaron de inmediato la producción, aunque Jobs manifestó que no le agradaba el título, que originalmente se llamó W.A.L.-E.

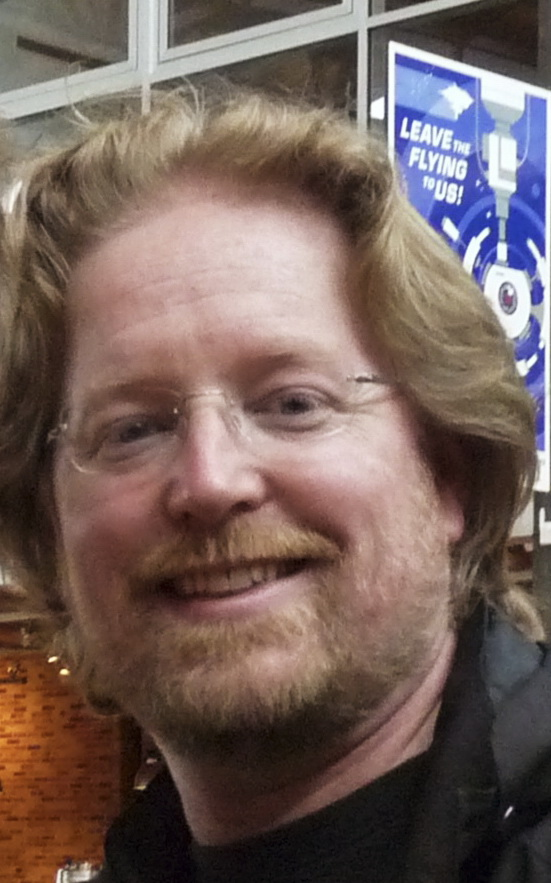
Andrew Stanton, director y guionista de la cinta.

Si bien la primera escena de WALL•E prácticamente «le cayó del cielo» a Stanton, este en un inicio quería que criaturas alienígenas mandaran a EVA a explorar la Tierra, siendo así la trama bastante distinta a la versión final. Cuando WALL•E llega a la Axioma, incita a los demás robots a iniciar a una rebelión tipo Espartaco contra los restos de la raza humana, los cuales eran crueles alien conocidos como «Geles» (criaturas completamente degeneradas, gelatinosas, sin huesos ni piernas, transparentes y de color verde que tenían un aspecto similar al de la jalea). James Hicks, un fisiólogo, le mencionó a Stanton que la atrofia y los efectos prolongados de la ingravidez harían que los humanos vivieran en el espacio exterior un período mayor de tiempo que en la Tierra. Lo anterior derivó en la concepción de los humanos en la película como los alienígenas Gels, mientras que sus ancestros se habrían revelado en un final reminiscente al de El planeta de los simios (1968). Los Gels también hablaban un idioma ininteligible, aunque Stanton desechó esta idea debido a que consideró que sería muy complicado para la audiencia comprenderlo y simplemente se «apartaría» de la trama. Asimismo, en esta versión del libreto, los Gels tenían un linaje real que organizaba un baile en un castillo sobre un lago en la parte posterior del barco, y el Axioma se enroscaba hasta formar una esfera una vez que llegaba a la Tierra. Stanton concluyó que todo esto resultaba bizarro y poco atractivo, así que optó por concebir a los seres humanos como «grandes bebés» (una idea que Peter Gabriel comparó con la neotenia). Stanton desarrolló la metáfora de los seres humanos aprendiendo a ponerse de pie de nuevo y «crecer», con el pretexto de que la relación entre WALL•E y EVA inspirara a la humanidad pues sentía que muy pocas películas exploraban cómo surgen las sociedades utópicas. El proceso de representar a los descendientes de la humanidad tal y como aparecen en la cinta en realidad fue algo lento. Primeramente, Stanton decidió ponerle nariz y orejas a los Gels de tal forma que el público pudiera reconocerlos como los futuros seres humanos degenerados que pretendía que fueran. Poco después, añadió los dedos, las piernas, la vestimenta y otros rasgos hasta llegar al concepto de seres parecidos a fetos, pues determinó que la audiencia debía verse a sí misma representada en esos personajes.
En una versión posterior del guion, Auto llega a la estación de acoplamiento para recuperar la planta de EVA. La película tendría entonces su primera escena con el capitán; no obstante, el director lo pospuso ya que consideró que era demasiado pronto para empezar a alejarse del punto de vista de WALL•E sobre los hechos. Como homenaje a la serie de televisión Superagente 86, Auto toma la planta y se adentra en la nave hasta llegar a un cuarto parecido a un cerebro donde mira videos del sistema Buy n Large en los que se explica cómo la limpieza de la Tierra fue decayendo con el paso de los años. Stanton eliminó al final este segmento con tal de mantener ese sentido de misterio en torno a por qué EVA pierde la planta repentinamente. Por otra parte, el capitán aparenta ser un individuo con poca inteligencia, pero el director quería que en cambio fuese alguien que no fuera exigido; de lo contrario, habría sido un personaje nada empático. Un ejemplo de lo tonto que era el capitán en sus inicios se observa en una escena donde viste su sombrero al revés, y solo lo coloca correctamente una vez que desafía a Auto. En la versión final de la película, simplemente lo lleva de forma casual sobre su cabeza, y lo usa cuando asume el mando verdadero del Axioma.
Originalmente, EVA era electrocutada por Auto, y después salvada por los robots WALL•A y por WALL•E de ser expulsada del Axioma (los robots WALL•A son robots gigantes, encargados de, igualmente, contener basura y empaquetarla en grandes cubos de la misma y, cuya estructura y diseño recuerda al pequeño robot terrícola). Más tarde, WALL•E la reviviría mediante la sustitución de su unidad de alimentación con un encendedor de cigarrillos que trajo desde la Tierra. Lo anterior fue modificado de la historia tras un test screening hecho en 2007, pues quería mostrar a EVA cambiando su tarea de llevarle la planta al capitán con la reparación a WALL•E, lo cual haría incluso a WALL•E más heroico al situarlo en la puerta del holodetector para evitar que esta se cerrase, aunque resultando seriamente dañado. Stanton también modificó la escena donde WALL•E muestra su planta (que rescató de la cápsula de escape que se va a autodestruir) del segmento en que la halla en un armario a la parte que le sigue inmediatamente a su escape, pues esto haría que EVA fuese más feliz y tuviera una mayor motivación para bailar alrededor de la nave. El cineasta sintió que la mitad de la audiencia presente en el test screening consideró que los humanos serían incapaces de lidiar con la vida en la Tierra altamente contaminada y morirían poco después del final de la cinta. Jim Capobianco, director del cortometraje Your Friend the Rat (derivado de Ratatouille), creó entonces una animación para los créditos finales que continúa la historia para incorporar un tono optimista respecto al final.

### Diseño
WALL-E se convirtió en la producción más compleja de Pixar desde Monsters, Inc. debido al escenario y a la trama que debía transmitir la cinta. Tomándose en cuenta que las películas de Pixar por lo general tienen hasta 75 000 guiones gráficos, WALL•E necesitó de 125 000. El diseñador de producción Ralph Eggleston quería que la iluminación de la primera escena de la Tierra fuese romántica, mientras que en el segundo acto (referente al Axioma) se mostrara un ambiente sombrío y estéril. Durante el tercer acto, la iluminación romántica se va introduciendo de manera progresiva en el entorno concerniente al Axioma. Pixar analizó las ciudades de Chernóbil y Sofía para crear el mundo en ruinas; el director artístico Anthony Christov era de Bulgaria y recordó que Sofía solía tener problemas para almacenar sus desperdicios Eggleston blanqueó la Tierra para hacer que WALL•E se sintiera más vulnerable, tal y como si requiriera de lentes de sol para sobrevivir a la dura luz solar. La luz sobreexpuesta hace que la localización se vea más vasta. Debido a la confusión, los cubos que forman las torres de basura debían ser muy largos, de otra forma habrían perdido su forma (de hecho, esto le ayudó al equipo de diseño para ahorrar tiempo de procesamiento). El bronceado aburrido de la Tierra cambia sutilmente a tonos azules y rosas pasteles una vez que EVA llega. Cuando WALL•E le muestra a EVA sus objetos recogidos dentro del camión donde vive, todas las luces que ha recogido se encienden para brindar una atmósfera acogedora, similar a la de un árbol de Navidad. Eggleston intentó evitar los colores amarillo y verde de tal forma que WALL•E —que era de color amarillo para emular a un tractor— no se perdiera en la Tierra desértica, y de igual forma para que la planta se viera más prominente.
Stanton quería que la iluminación adicionalmente fuera más realista y evocara las películas de ciencia ficción que veía cuando era joven. Sentía que Pixar había capturado la física de estar sumergido en el agua con Buscando a Nemo, así que para WALL•E quería algo similar para el aire. Mientras miraba algunos de sus filmes de ciencia ficción favoritos, concluyó que las cintas de Pixar carecían de la atmósfera de una película de 70 milímetros y la distorsión del barril, el destello de la lente y el enfoque atroz que las caracterizan. Pixar ajustó al máximo su software 3D para que las cámaras se pareciesen a las Panavision de 70 mm que se utilizaban en gran parte de las producciones de ciencia ficción de los años sesenta y setenta, incluyendo Star Wars. El productor Jim Morris invitó a Roger Deakins y Dennis Muren a que les brindaran asistencia para las cuestiones de iluminación y atmósfera. Muren pasó algún tiempo trabajando paralelamente con Pixar en la producción, mientras que Deakins organizó una charla y luego fue invitado a quedarse por otras dos semanas en los estudios. Stanton dijo que la experiencia de Muren provenía de convertir los escenarios animados por ordenador en locaciones en imagen real, mientras que Deakins los ayudó a no complicar mucho el proceso de rodaje e iluminación. Se usaron cámaras Panavision de los años 1970 para ayudarle a los animadores a entender e intentar emular las imperfecciones en la grabación de material como por ejemplo los fondos no enfocados en ambientes digitales. La primera prueba de iluminación consistió en construir una réplica tridimensional de WALL•E, filmándola con una cámara de 70 mm, y luego intentando emularla en una computadora. Stanton citó el trabajo superficial de las lentes de las películas de Gus Van Sant como una clara influencia en WALL•E, pues se trató de crear una especie de intimidad en cada acercamiento de la cámara. Igualmente, este eligió los ángulos para cámaras virtuales que cualquier cineasta de un filme en imagen real elegiría si estuviese filmando en un set.

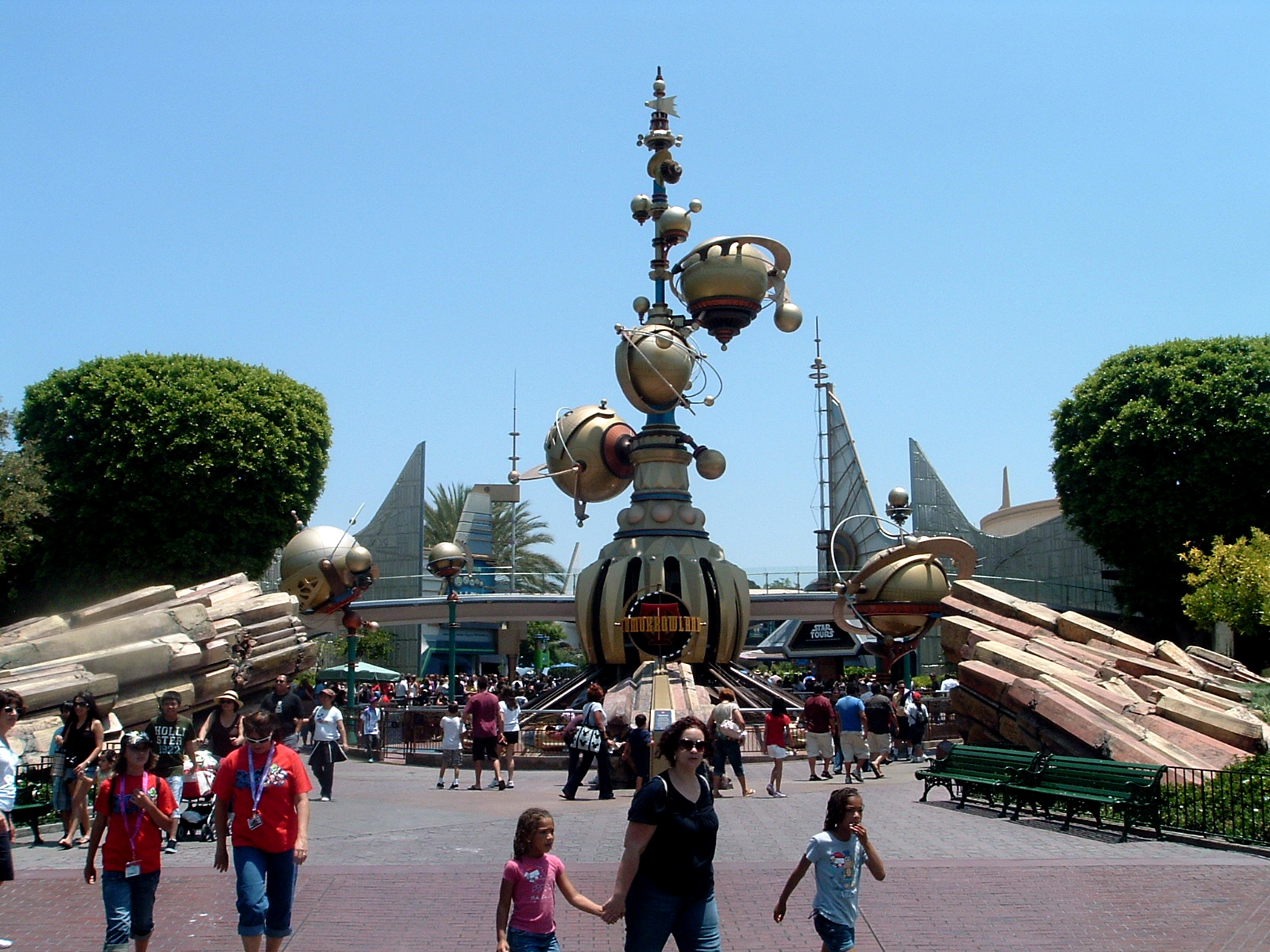
Stanton señaló que el arte conceptual de Tomorrowland, área temática del parque Disneyland, había servido de influencia al momento de diseñar el interior de la Axioma, pues quería reflejar el optimismo que esa sección temática ofrecía a los visitantes al parque cuando fue inaugurada en los años 1950.

Stanton quería que el interior del Axioma se asemejara a Shanghái y Dubái. Eggleston estudió las imágenes de los años 1950 y 1960 de la NASA así como el arte conceptual original de Tomorrowland para el Axioma, con tal de que reflejara el sentido de optimismo de esa época. Stanton recalcó: «Probablemente todos tenemos en común la misma corazonada aquí [en Pixar] en que todos extrañamos el Tomorrowland que nos fue prometido en el apogeo de Disneyland». Pixar también estudio la línea de cruceros Disney Cruise Line y visitó Las Vegas, lo cual fue útil al momento de querer imitar la iluminación artificial. Eggleston a su vez basó sus diseños del Axioma en la arquitectura futurista y confortable de Santiago Calatrava. Dividió el interior de la nave en tres secciones; la clase económica de la parte inferior tenía una textura concreta de color gris con gráficos que mantenían los colores rojo, azul y blanco del logo de BnL. La clase turista con espacios para vivir o comprar cosas tenía formas con la letra 'S' pues la gente siempre buscaba por lo que «había en la esquina [sic]». Stanton intentó incorporar muchas señales coloridas, pero concluyó que esto agobiaría a la audiencia por lo que recurrió a la idea original de Eggleston de un pequeño número de señales extensas. La clase alta cuenta con un gran spa tipo zen con colores que van del turquesa y el crema al dorado, y conducen a las habitaciones alfombradas y cómodas del capitán, al igual que al puente elegantemente oscuro. Para mantener el ambiente artificial en el Axioma, los movimientos de la cámara se diseñaron en base al sistema steadicam.
Después de haber incorporado material original de la película Hello, Dolly! (1969), Stanton continuó con el precedente de mostrar seres humanos históricos grabados en tomas de imagen real, mientras animaba a los que serían los descendientes en la cinta. El uso de imágenes reales en cintas animadas en WALL•E resultó ser un trampolín para Pixar, ya que Stanton planeaba continuar con John Carter of Mars como su siguiente proyecto. El ilustrador de guiones gráficos Derek Thompson señaló que la introducción de imágenes reales significó que tendrían que hacer que el resto del filme luciera más realista aún. Eggleston mencionó además que si los seres humanos hubiesen sido animados y ligeramente caricaturizados, entonces el público no habría reconocido qué tan seria había sido su degeneración con el tiempo. Stanton eligió a Fred Willard para que interpretase al gerente de Buy n Large pues «él es el más amigable e insincero vendedor de autos que pude haber recordado». El gerente menciona en la película «mantengan el rumbo», frase que Stanton añadió al considerar que resultaba divertida. De los efectos visuales de esas tomas se encargó Industrial Light & Magic.

### Animación
Si bien la producción arrancó en 2003, el desarrollo de WALL•E dio comienzo a mediados de la década de 1990, en parte porque Stanton y Pixar no estaban lo suficientemente convencidos aún para realizar una película con un personaje principal similar a Luxo Jr. y R2-D2. Stanton explicó que solo existen dos tipos de robots en la industria del cine: «humanos con piel de acero», como el hombre de hojalata, y «máquinas con voluntad», como en el caso de Luxy y R2. Poco después, consideró que dicha idea (respecto a los robots) podía llegar a ser «poderosa», pues podría permitirle a la audiencia verter sus emociones y sentimientos en los personajes, de manera similar a como ocurre normalmente con los bebés y las mascotas, ya que «estás obligado [...] a terminar la oración de '¡Ah, creo que le agrado! ¡Creo que está hambriento! ¡Creo que quiere ir a dar un paseo!'». A lo anterior añadió: «[nosotros] queríamos que el público creyera que estaba presenciando cómo es que una máquina tomaba vida». Los animadores visitaron varios centros de reciclaje para comprender cómo funciona la maquinaria de un robot, así como conocer a diversos diseñadores de robots; incluso visitaron el Laboratorio de Propulsión a Chorro de la NASA para estudiar más a fondo el tema, pues miraron un vídeo en el que se mostraba a un robot de investigación en Marte, además de que pidieron prestado un robot detector de bombas al departamento de policía de San Francisco, California. Los productores prefirieron la simplicidad en sus diseños pues, de acuerdo con ellos, darle un exceso de movimientos a un personaje haría que este pareciera demasiado humano.
Stanton quería que WALL•E tuviera una forma similar a la de una caja, mientras que EVA se asemejara más a la de un huevo. Los ojos de WALL•E se crearon sobre la base de un par de binoculares, lo cual se debe a una ocasión en que Stanton veía un juego entre los Atléticos de Oakland contra los Medias Rojas de Boston. El director dijo que él «se había perdido por completo el primer lanzamiento», al distraerse viendo a través de sus binoculares. También mencionó que se había acordado de Buster Keaton, por lo que decidió que para el robot no era indispensable una boca o una nariz. De igual manera, le agregó unos lentes de zoom para hacerlo «más simpático». Aunque Ralph Eggleston notó que dicha característica haría más laborioso el desarrollo, pensó que sería buena idea darle al robot un aspecto infantil. A partir de los estudios que Pixar realizó sobre los compactadores de basura, mientras iban de visita a los centro de reciclaje, los diseñadores pudieron moldear el cuerpo del personaje. Las bandas de rodada que posee el robot basadas en los tanques de guerra, estuvieron inspiradas en una silla de ruedas de uno de los diseñadores, pues se pensó que serían más adecuadas que usar unas simples llantas. De igual forma, los animadores deseaban ponerle codos al personaje, pero el hecho de incluirlos habría causado que se viera demasiado irreal, pues el robot está diseñado para que únicamente tomara la basura y la introdujera a su cuerpo sin ninguna ayuda. Asimismo, sus brazos parecían demasiado delgados mientras realizaban un examen acerca de su movimiento a través de los campos de basura. El director de animación, Angus MacLane sugirió que se debían agregar sus brazos a los costados de su cuerpo para que pudiera moverlos libremente, basándose en la impresora de inyección que su padre había desarrollado. Este diseño sobre sus brazos contribuyó al correcto desarrollo de su postura, ya que si en alguna escena deseaban mostrarlo nervioso, podían hacerlos descender para que pareciera desanimado. A pesar de todos los detalles que le incluyeron a WALL•E, Stanton no era consciente de que la apariencia del protagonista desarrollaría una similitud bastante visible con la de Johnny 5 de la película Cortocircuito (1986), hasta que alguien más de la producción se lo hizo saber.
Stanton quería que EVA fuera una máquina con tecnología de punta, por lo que le preguntó a Jonathan Ive, diseñador del iPod, que si podía ayudarlo a revisar los esbozos de dicho personaje. El director quedó asombrado por las recomendaciones que le hizo Ive. Los ojos de la robot estuvieron inspirados en el juguete Lite-Brite; respecto a este rasgo, Pixar deseaba que las emociones que EVA mostrara mediante sus ojos no fueran lo suficiente expresivas para que así no pudiera demostrar con facilidad sus sentimientos, ya que si ella en algún momento hubiese querido demostrar amor, solo habría tenido que dibujar un corazón con sus ojos, y cosas por el estilo. Debido a su limitado diseño, los animadores se vieron en la necesidad de recrear al personaje como un simple dibujo, apoyándose en la posición de su cuerpo para que éste pudiera expresar sus sentimientos. A su vez, los desarrolladores encontraron ciertas similitudes entre los manatíes y los navales, ya que su cuerpo flotante tenía una forma reminiscente a la apariencia física de una criatura submarina. Entre tanto, el diseño de Auto se hizo a manera de homenaje al HAL 9000 de la película 2001: A Space Odyssey (1968), aunado al uso de la pieza orquestal de Danubio azul y Así habló Zaratustra para la escena en la que el capitán y Auto se enfrascan en un enfrentamiento. Asimismo, la manera en la que cuelga de las paredes y los techos da la sensación de que se trata de una amenaza, como si se tratara de una araña. Originalmente, Auto había sido diseñado completamente diferente a como se observa en la versión final, guardando un gran parecido con EVA, aunque con un carácter autoritario y masculino; de igual manera, los robots de clase Steward también diferían de su versión final, pues resultaban ser robots policías más agresivos. La mayoría de los robots que se encuentran en el filme se diseñaron mediante un software de construcción robótica, en donde distintas cabezas, brazos y ruedas se combinaron entre sí para obtener más de cien combinaciones diferentes. Los humanos (incluidos los bebés) se diseñaron a partir de los leones marinos (imitando sus flácidos cuerpos). Los cineastas notaron que la piel de un bebé obeso en la vida real es más suave que la de un adulto obeso, por lo que decidieron copiar e incluir dicha textura en el filme.

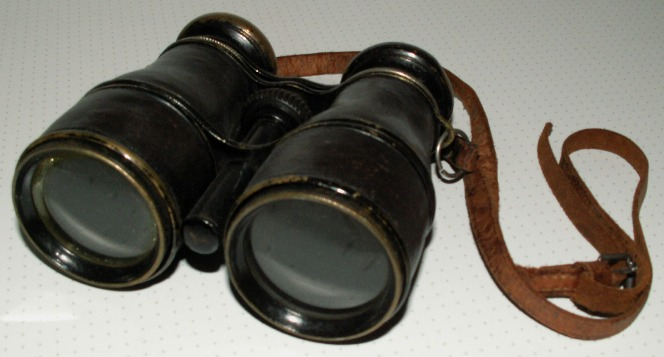
Los ojos de WALL•E se basaron en un par de binoculares, a los cuales se les añadió el efecto de zoom para que el personaje fuese más «simpático».

Para animar a sus robots, Pixar veía las películas de Keaton y de Charles Chaplin todos los días, en una rutina que duró casi un año, aunque ocasionalmente también veían una que otra de Harold Lloyd. Después de haber hecho eso, los realizadores determinaron qué tipo de expresiones podrían adaptarse mejor en una película muda. Stanton citó que el «gran rostro de piedra» de Keaton inspiró lo suficiente al equipo de diseño como para recrear a un personaje que nunca cambia de expresión. Mientras volvía a ver dichas películas, Stanton sentía que los cineastas de aquel tiempo —ya cuando el sonido se había implementado en el cine— se basaban demasiado en el diálogo entre personajes para expresar los sentimientos de estos. En referencia al productor de cine mudo, Hal Roach (así como a manera de homenaje a HAL 9000), los realizadores nombraron a la cucaracha que WALL-E tiene como mascota como «Hal». Igualmente, vieron las películas 2001: A Space Odyssey, The Black Stallion (1979) y Never Cry Wolf, pues son filmes que si bien contienen audio, no tienen un diálogo relevante. Stanton reconoció adicionalmente al filme Naves misteriosas (1972) como una de sus influencias para WALL•E ya que los robots silenciosos que se presentan en ella fueron los precursores de otros robots, como R2-D2, además de que la actitud de «romántico esperanzador» de Woody Allen, influyó también en la concepción de WALL•E.

### Audio y efectos de sonido
El productor Jim Morris recomendó a Ben Burtt como diseñador de sonido para WALL•E debido a que Stanton quería usar a R2-D2 como punto de referencia para los robots. Tras participar en la producción de Star Wars: Episode III - Revenge of the Sith, Burtt le dijo a su esposa que no seguiría trabajando más en películas que estuviesen relacionadas con robots, sin embargo respecto a WALL•E percibió que el proceso de sustituir las voces con el sonido era algo «fresco y emocionante». En total, grabó 2 500 sonidos para la cinta, el doble que el número promedio para una película de Star Wars, además de una cifra récord en su trayectoria. Burtt comenzó a trabajar en 2005, y experimentó con el filtrado de su voz por los siguientes dos años. Poco después, describió las voces de los robots como «un niño [...] un lenguaje universal de entonación. 'Oh', '¿Hm?', '¡Huh!', ya saben».

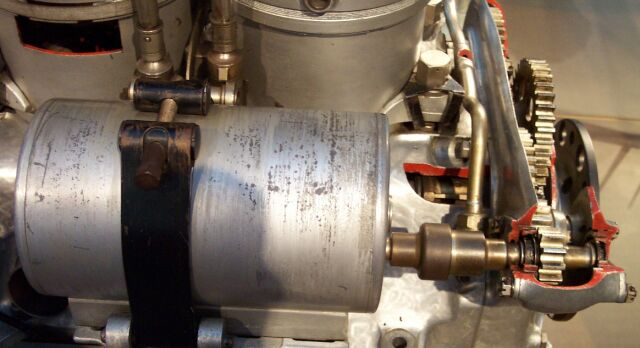
Para el sonido que efectúa WALL•E al acelerar su marcha, el diseñador de sonido Ben Burtt optó por usar un motor de arranque. Efectos similares se utilizaron a lo largo de todo el filme para añadir diferentes combinaciones de sonidos, un aspecto fundamental en la película ya que la mayor parte de ésta es muda.

Durante la producción, Burtt tuvo la oportunidad de basarse en los objetos utilizados —siéndole permitido usar varios de ellos— por Jimmy MacDonald, el diseñador de sonido de Disney para muchos de sus largometrajes animados. Debido a que Burtt no quería simplemente añadir efectos de sonido en la postproducción, los animadores estuvieron siempre evaluando sus nuevas creaciones e ideas, lo cual Burtt señaló que había sido personalmente una experiencia inusual. Trabajó conjuntamente con ellos, pues el proceso de animación continuaba solo una vez que los sonidos eran incorporados, con lo cual los animadores obtenían más ideas. Burtt iba a elegir originalmente sonidos de tipo científico para cada personaje, aunque pensó también en la posibilidad de que si encontraba alguno que no encajara con algún personaje entonces elegiría un ruido dramático e irrealista. Burtt halló cientos de sonidos al basarse en el arte conceptual de los personajes, antes de que Stanton y él los compararan entre sí y, acto seguido, relacionaran unos cuantos ruidos con cada robot.
Burtt observó un generador eléctrico de manivela mientras miraba Island in the Sky (1953), y adquirió uno idéntico de los años 1950 a través de eBay con tal de usarlo para los efectos de sonido cuando WALL•E se desplaza de un sitio a otro. Asimismo utilizó un motor de arranque para las escenas cuando el robot protagonista acelera su marcha, así como el sonido efectuado por los carros cuando chocan en un derby de demolición para los segmentos donde este comprime la basura en el interior de su cuerpo. El tono shime que se escucha en el arranque de cualquier ordenador Macintosh se utilizó para indicar cuando WALL•E recarga completamente su batería. Para EVA, Butt quería proporcionarle zumbidos con tal de apostar por una calidad musical. No obstante, solamente fue capaz de reproducir voces neutrales o masculinas en el proceso de grabación, por lo cual se le solicitó a Elissa Knight, empleada de Pixar, que prestara su voz para que Burtt pudiese modificarla luego de manera electrónica. Stanton consideró que el efecto de sonido era lo suficientemente bueno como para elegirla para ese rol. Butt grabó un jet controlado por radio de 10 pies (3 m) de largo para el sonido efectuado por EVA cuando vuela, mientras que para su cañón de plasma recurrió a un resorte colgado de una escalera con un timbal adherido. Lo catalogó como el «primo» del ruido emitido por los disparos de Star Wars.
Se optó por usar MacInTalk (un sistema tecnológico desarrollado por Apple para el reconocimiento de voz) ya que Stanton «quería que Auto fuese el epítome de un robot frío, calculador y desalmado [y] el tipo de voz de Stephen Hawking creo que era perfecto». Asimismo se usaron sonidos adicionales que le brindaran un aspecto parecido al mecanismo de un reloj al personaje, con tal de resaltar aún más su constante procesamiento y cálculos.
Burtt había visitado las cataratas del Niágara en 1987, y usó sus grabaciones de dicho viaje para los sonidos del viento. Se echó además a correr por un pasillo usando un lienzo para grabar el efecto de sonido de la tormenta de arena. Para la escena en la que WALL•E cae de los carritos de compras, fue con su hija a un supermercado y situó una grabadora en su carrito de compras. Luego lo estrelló en el estacionamiento y lo dejó caer por una colina. Finalmente, para crear el sonido del deslizamiento de Hal (la cucaracha aliada del robot), grabó el sonido tipo clic provocado por la acción de desmontar y montar de un par de esposas.

## Banda sonora
Thomas Newman volvió a colaborar con Stanton en WALL•E puesto que los dos mantenían una buena relación desde Buscando a Nemo, el cual le valió a Newman el Premio Annie en la categoría de «Mejor música de una película animada». Comenzó a escribir las partituras en 2005, con la esperanza de que al empezar esta tarea a tiempo lo involucraría más con la película terminada. Aunque, aun así, Newman remarcó que la animación es tan dependiente de la programación que bien pudo haber empezado a trabajar antes, cuando Stanton y Reardon se encontraban escribiendo el guion. El tema musical de EVA comenzó sus arreglos por primera vez en octubre de 2007. Dicha melodía, que en la cinta se reproduce cuando la robot por primera vez vuela alrededor de la Tierra, originalmente utilizaba más elementos que en su mayoría eran orquestales, pero Newman se dedicó posteriormente a que sonara un poco más femenino. Newman comentó que Stanton tuvo varias ideas sobre cómo deseaba que la música sonara, e hizo caso de la mayoría de estas pues consideró al hecho de musicalizar una película parcialmente silenciosa como difícil. Stanton quería que la banda sonora completa fuese orquestal, pero Newman se sintió limitado por esta idea especialmente con las escenas realizadas en la Axioma, por lo que utilizó adicionalmente sonidos electrónicos.

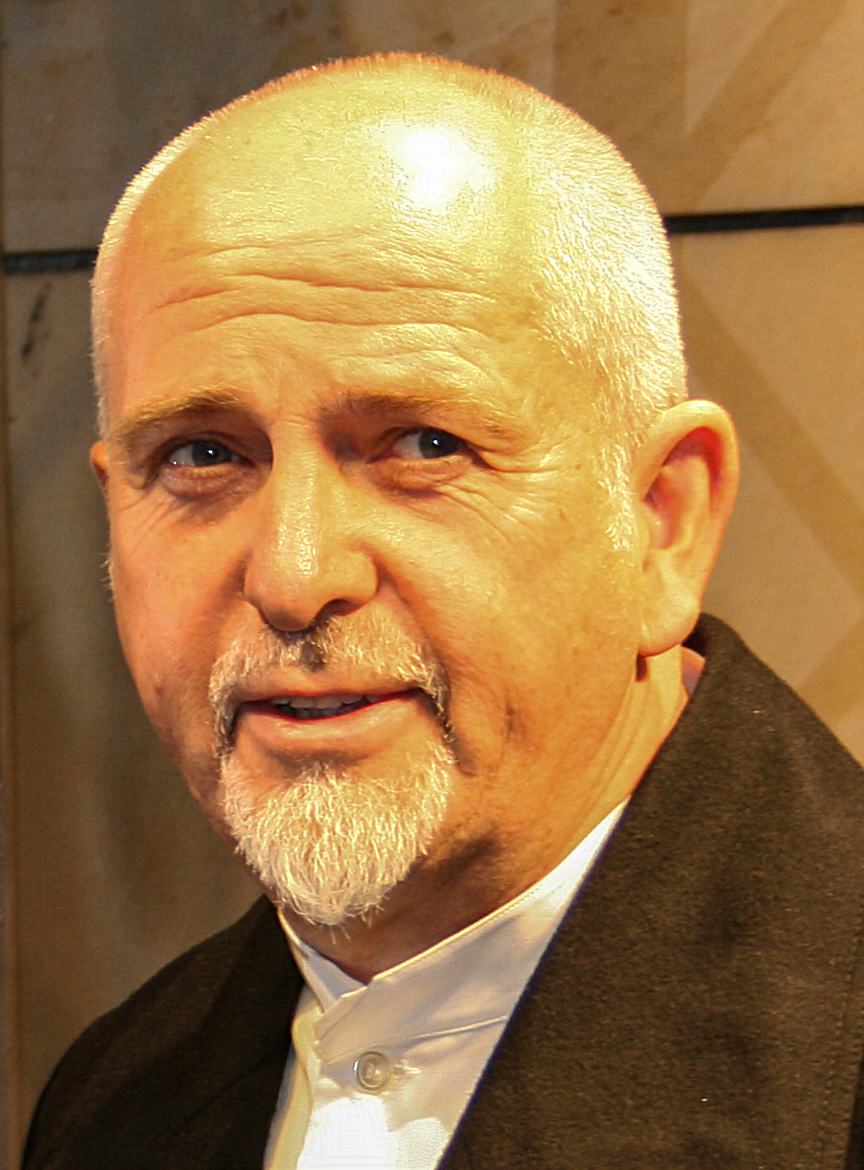
Peter Gabriel, intérprete de «Down to Earth», canción que aparece durante los créditos finales.

Al principio, Stanton deseaba yuxtaponer las primeras tomas del espacio con música swing francesa de los años 1930, pero vio The Triplets of Belleville (2003) y se retractó para evitar cualquier acusamiento de copia. Stanton después reflexionó sobre incluir la canción «Put On Your Sunday Clothes» de Hello, Dolly!, dada su interpretación de Barnaby Tucker en una pequeña producción en su escuela secundaria en 1980. Stanton afirmó que la canción trataba de dos jóvenes ingenuos en busca de amor, lo cual era similar a la esperanza de WALL•E de encontrar compañía. Jim Reardon sugirió que WALL•E encontrara la película en un video, y Stanton incluyó «It Only Takes a Moment» y el corto en donde los actores se toman de las manos, debido a que quería una manera visual de mostrar cómo WALL•E comprende el amor y se lo transmite a EVA. El compositor de Hello Dolly! Jerry Herman permitió la utilización de las canciones sin entender el motivo; cuando vio el filme, opinó que su incorporación en la historia era «brillante». Igualmente de coincidente fue que el tío de Newman Lionel había trabajado para Hello, Dolly!.
Newman viajó a Londres para componer la canción que aparece en los créditos finales, «Down to Earth», con Peter Gabriel, uno de los músicos favoritos de Stanton. Más tarde, Newman volvió a musicalizar algunas partes de la cinta para poder incluir la composición mencionada, por lo que cuando se reproduciera no sonaría intrusiva. La interpretación de Louis Armstrong en «La Vie en rose» se usó para un montaje en el que WALL•E consigue la atención de EVA que desea en la Tierra. Asimismo, el guion especificaba usar la canción de Bing Crosby «Stardust» para la escena en donde los dos robots protagonistas bailan alrededor de la Axioma, pero Newman solicitó que la musicalización de tal escena la hiciera él mismo. Un cambio similar se produjo para la secuencia en la que WALL•E intenta despertar a EVA de diferentes maneras; originalmente, el montaje se desempeñaría con la versión instrumental de «Raindrops Keep Fallin' on My Head», pero Newman requería desafiarse a sí mismo y compuso una pieza original para dicha escenificación.
Distribuida por Walt Disney Records y grabada en las centros de grabación The Village and Paramount Pictures Scoring Stage M, Sony Pictures Scoring Stage y en Newman Scoring Stage-Twentieth Century Fox Studios, la banda sonora se publicó el 24 de junio de 2008 en formato CD.
A continuación la lista de temas de la banda sonora de la película. 
Todas las canciones escritas y compuestas por Thomas Newman, excepto donde sea específicado lo contrario. 
| Lista de canciones | |          |  |
| N.º                | Título                                                                                                | Duración |  |
| 1.                 | «Put On Your Sunday Clothes» (Interpretada por Michael Crawford, escrita por Jerry Herman)            | 1:17     |  |
| 2.                 | «2815 A.D.»                                                                                           | 3:28     |  |
| 3.                 | «WALL-E»                                                                                              | 2:00     |  |
| 4.                 | «The Spaceship»                                                                                       | 1:42     |  |
| 5.                 | «EVE»                                                                                                 | 1:02     |  |
| 6.                 | «Thrust»                                                                                              | 0:42     |  |
| 7.                 | «Bubble Wrap»                                                                                         | 0:51     |  |
| 8.                 | «La vie en Rose» (Interpretada por Louis Armstrong, escrita por Édith Piaf)                           | 3:24     |  |
| 9.                 | «Eye Surgery»                                                                                         | 0:41     |  |
| 10.                | «Worry Wait»                                                                                          | 1:19     |  |
| 11.                | «First Date»                                                                                          | 1:20     |  |
| 12.                | «EVE Retrieve»                                                                                        | 2:20     |  |
| 13.                | «The Axiom»                                                                                           | 2:25     |  |
| 14.                | «BNL» (Música por Thomas Newman, escrita por Bill Bernstein)                                          | 0:20     |  |
| 15.                | «Foreign Contaminant»                                                                                 | 2:07     |  |
| 16.                | «Repair Ward»                                                                                         | 2:20     |  |
| 17.                | «72 Degrees and Sunny»                                                                                | 3:13     |  |
| 18.                | «Typing Bot»                                                                                          | 0:48     |  |
| 19.                | «Septuacentennial»                                                                                    | 0:15     |  |
| 20.                | «Gopher»                                                                                              | 0:40     |  |
| 21.                | «WALL-E's Pod Adventure»                                                                              | 1:14     |  |
| 22.                | «Define Dancing» (Escrita por Thomas Newman y Peter Gabriel)                                          | 2:23     |  |
| 23.                | «No Splashing No Diving»                                                                              | 0:48     |  |
| 24.                | «All That Love's About»                                                                               | 0:37     |  |
| 25.                | «M-O»                                                                                                 | 0:47     |  |
| 26.                | «Directive A-113»                                                                                     | 2:06     |  |
| 27.                | «Mutiny!»                                                                                             | 1:29     |  |
| 28.                | «Fixing WALL-E»                                                                                       | 2:08     |  |
| 29.                | «Rogue Robots»                                                                                        | 2:03     |  |
| 30.                | «March of the Gels»                                                                                   | 0:55     |  |
| 31.                | «Tilt»                                                                                                | 2:01     |  |
| 32.                | «The Holo-Detector»                                                                                   | 1:08     |  |
| 33.                | «Hyperjump»                                                                                           | 1:05     |  |
| 34.                | «Desperate EVE»                                                                                       | 0:57     |  |
| 35.                | «Static»                                                                                              | 1:43     |  |
| 36.                | «It Only Takes a Moment» (Interpretada por Michael Crawford, escrita por Jerry Herman)                | 1:08     |  |
| 37.                | «Down to Earth» (Música por Thomas Newman, escrita por Peter Gabriel, interpretada por Peter Gabriel) | 5:59     |  |
| 38.                | «Horizon 12.2»                                                                                        | 1:27     |  |

## Temáticas
Stanton describe la temática principal de la película como «amor irracional que vence la programación de la vida»:

Me percaté de que el punto que yo trataba de seguir con estos dos robots programados era su deseo de tratar de averiguar cuál es el punto de la vida [...] Se tomaron estos actos realmente irracionales de amor para descubrirlos contra la forma en que se destruyeron [...] Me di cuenta de que esa era una metáfora perfecta para la vida real. Todos nosotros caemos en nuestros hábitos, en nuestras rutinas, para evitar la vida consciente o inconscientemente. Para evitar tener que hacer la parte difícil. Para evitar hacer relaciones con otra gente e interactuar con la persona que esté al lado nuestro. Es por eso que todos nos concentramos en nuestros teléfonos celulares y no tratamos con otro individuo de frente. Pensé: 'Esa es una perfecta amplificación del punto entero de la película'. Quería correr con la ciencia de una manera que, de alguna manera, la proyectara lógicamente.

Stanton notó que muchos comentaristas enfatizaron el aspecto ambiental de la complacencia de la humanidad en el filme, ya que «esa desconexión será la causa, indirectamente, de todo lo malo que sucede en la vida para la humanidad o el planeta». Afirmó que al quitarles los esfuerzos para trabajar, los robots también erradican la necesidad humana de poner esfuerzo en las relaciones. El periodista Rod Dreher observó que la tecnología del villano resulta ser compleja en la cinta, mientras que el estilo de vida artificial de los humanos en la Axioma los ha separado de la naturaleza, haciéndolos «esclavos de la tecnología y sus apetitos básicos, y han perdido todo lo que los hace humanos». Dreher contrastó el trabajo duro, pues el sucio WALL•E es renovado gracias a las labores de los elegantes robots de limpieza en la nave. No obstante, son los humanos y no los robots quienes se hacen redundantes a sí mismos, y durante los créditos finales se muestra que los humanos y robots trabajan juntos para renovar y repoblar la Tierra. «WALL•E no es una película de ludismo», expresó. «No demoniza la tecnología. Solo argumenta que la tecnología es utilizada adecuadamente para ayudar a los humanos a cultivar su verdadera naturaleza – eso debe estar subordinado para la prosperidad humana, y ayudar a difundirlo»–.

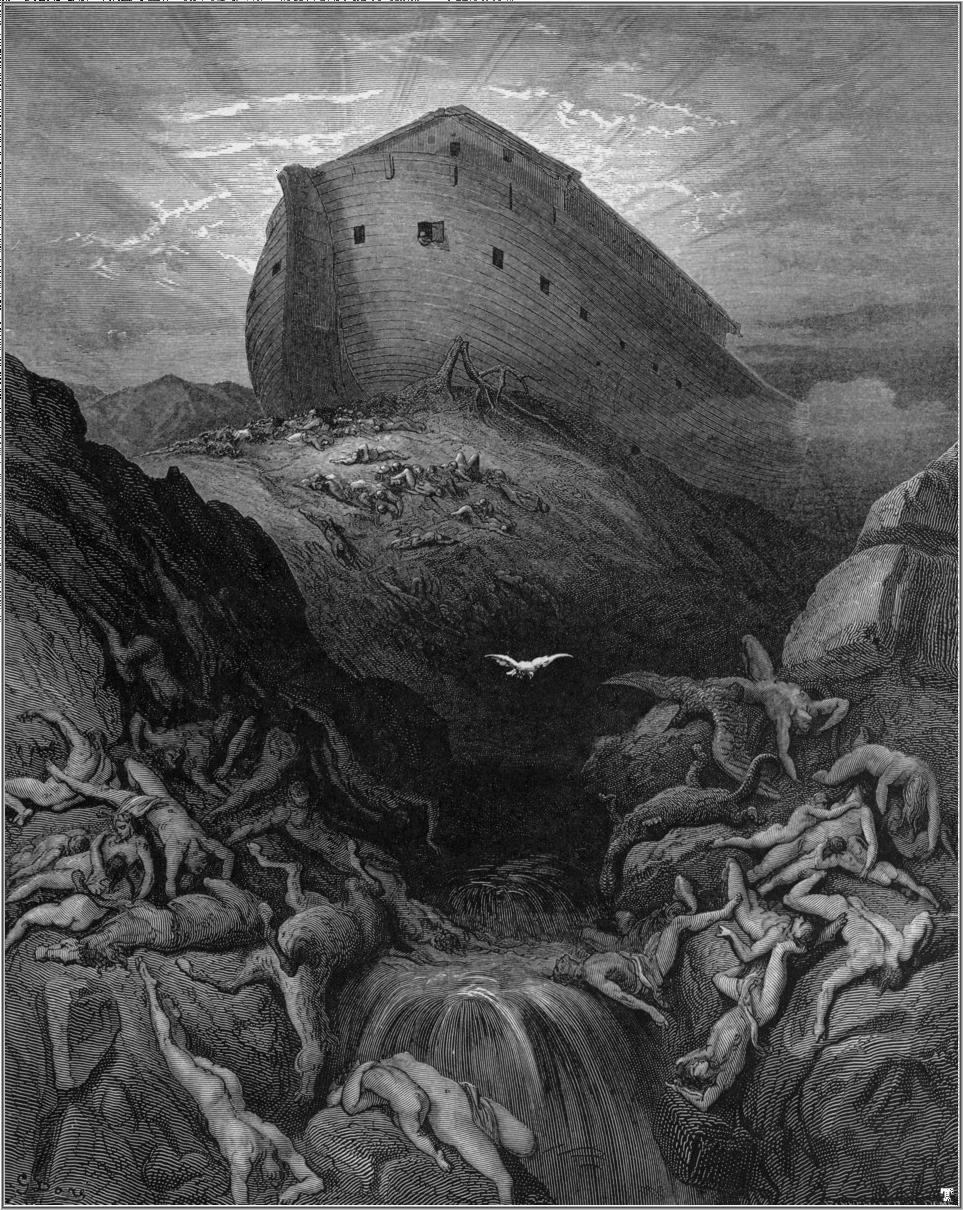
EVA y la nave Axiom han sido comparadas con el Arca de Noé y la paloma de dicha historia.

Stanton, quien es cristiano, nombró a EVA de esa manera debido a una cierta influencia del personaje bíblico del mismo nombre, puesto que la soledad de WALL•E le recordaba a Adán, antes de que Dios creara a su pareja. Dreher apreció el homónimo bíblico de EVA y observó su directiva como una inversión de esa historia; EVA utiliza la planta para comunicarse con la humanidad y advertirles de que regresen a la Tierra y que se alejen del «dios falso» de BnL y el perezoso estilo de vida que ofrece. Asimismo, Dreher notó este rasgo desde los puntos de vista clásicos cristianos en los que Adán es maldecido para comenzar a trabajar, en las escenas donde WALL•E argumenta que el trabajo duro es la razón que hace humano al ser humano. Dreher hizo hincapié en los paralelismos del dios falso de BnL en una escena donde un robot les enseña a unos niños «la letra B es de Buy n Large, tu mejor amigo», lo cual lo comparó con las corporaciones modernas como McDonald's, que crea lealtad a la marca en los niños. Megan Basham, de la revista World, sintió que el filme crítica la búsqueda del placer, mientras que WALL•E, en su administración, aprende a apreciar de verdad la creación de Dios.
Durante la redacción del guion, un empleado de Pixar hizo notar a Jim Reardon que EVA le hacía recordar a la paloma y la rama de olivo que provienen de la historia del Arca de Noé, y la historia fue reelaborada con la intención de que en la trama EVA encontrara una planta para regresar a la humanidad a su planeta y abandonar su viaje. El mismo WALL•E ha sido comparado con Prometeo, Sísifo, y Butades: en un ensayo donde se discute que WALL•E representa al esfuerzo artístico del mismo Pixar, Hrag Vartanian comparó a WALL•E con Butades por una escena en la que el robot le expresa su amor hacia EVA creando una escultura de ella con piezas recicladas. «La tradición de la Antigua Grecia respecto al origen del arte se remonta a una doncella corintia, quien en un intento por preservar la sombra de su amante, dibujó su silueta en una pared, poco antes de que él partiera hacía la guerra. Este mito nos recuerda que el arte nace siempre de la nostalgia, y que la obra siempre representa algo más importante para el creador que para la propia musa. En el mismo sentido, Stanton y el equipo de Pixar nos han contado una historia profundamente personal acerca de su amor hacía el cine y de la visión que ellos tienen para la animación, a través del prisma que difracta todos los tipos de relaciones humanas».

## Estreno y recepción

### Promoción y estreno en cines
Al igual que sus predecesores producidos por Pixar, WALL•E se hizo acompañar de un cortometraje para su proyección mundial: Presto, la cual al igual que el filme principal resultó nominado a un premio Óscar. El corto fue dedicado a Justin Wright (1981–2008), un animador de Pixar que trabajó para Ratatouille y falleció debido a un ataque del corazón antes del estreno en cines de WALL•E. Previo al estreno del documental The Pixar Story, Pixar publicó un video de cuatro minutos de WALL•E con imágenes acompañadas por comentarios de Stanton. Para continuar la promoción internacional de la película, Disney y Pixar mostraron un comercial durante la edición XLII del Super Bowl, en el cual los protagonistas de la franquicia Toy Story (también de Pixar), Woody y Buzz Lightyear, conversaban sobre WALL•E mientras observaban un corto de él en un televisor. De igual manera, el tráiler extendido y el tráiler internacional se revelaron en marzo de 2008. Para el apoyo de la campaña promocional, Pixar lanzó en junio de 2008 cuatro videos cómicos en los que el protagonista jugaba con objetos que encontraba, entre otros videos que incluían entrevistas con Andrew Stanton. Los pósteres también tomaron un papel fundamental para dicha campaña; el póster definitivo para la proyección se mostró a finales de febrero del mismo año.
Walt Disney Imagineering (WDI) construyó WALL•Es animatrónicos para promocionar el filme, los cuales realizaron presentaciones en Disneyland Resort, el Instituto Franklin, el Museo de Ciencia de Miami, el Seattle Center y en el Festival de Cine de Tokio. Debido a problemas de seguridad, los robots de 700 libras (318 kg) siempre estuvieron estrictamente controlados y WDI frecuentemente necesitaba saber exactamente qué era lo que requerían para que pudiesen interactuar. Por esta razón, por lo general se negó que los robots interactuaran con los niños en los parques temáticos en caso de que algún WALL•E pisara el pie de un niño. Aquellos que quisiesen tomar una fotografía con el personaje solo podían hacerlo con un pedazo de cartón en forma del protagonista.
Otra pequeña cantidad de productos se vendieron para WALL•E, mientras la serie de productos de Cars seguía siendo popular, y muchos fabricantes manifestaban más su interés en la película de Speed Racer en ese tiempo, que fue una exitosa línea a pesar de su fracaso comercial en la taquilla. Thinkway, que creó los juguetes de WALL•E, previamente había trabajado para Pixar tras producir muñecos de Toy Story cuando otros productores de juguetes no estaban interesados en ello. Entre los objetos vendidos por Thinkway se encuentran WALL•Es que bailan con un reproductor de música, un juguete que puede ser desarmado y armado de vuelta, y un juguete a control remoto de él y EVA que tienen sensores de movimiento y que permiten su interacción con los jugadores; incluso hubo juguetes de peluche. Las figuras «Ultimate WALL•E» no se comercializaron sino hasta el estreno del formato casero del filme en noviembre de 2008, a un precio al por menor de 200 USD, haciendo que The Patriot-News los catalogara como productos «solo para fanáticos experimentados y coleccionistas». En un estudio realizado por Disney Store, 65 % de los niños preferían recibir regalos en Navidad que el 6 de enero, y que la mayoría de niños (sin considerar a las niñas) preferían juguetes de WALL•E y juguetes electrónicos.
La premier mundial del filme tuvo lugar en el Greek Theatre de Los Ángeles el 21 de junio de 2008; la prensa entró a las 6:00 p. m. y los miembros de la producción una hora después, anuncio confirmado por Pixar el 9 de junio del mismo año. Al evento asistieron tanto el equipo de producción como el elenco, así como otras celebridades. En Estados Unidos y Canadá, la cinta se proyectó en 3992 salas de cine el 27 de junio de 2008. Stanton, Morris y otra variedad del equipo visitaron varios países para su respectiva premier, concediendo entrevistas y fotografías; esta especie de gira promocional comenzó en México.
A continuación se listan las fechas de estreno mundial de la película:
| País | Fecha de estreno         |
| --- | ------------------------ |
| Bolivia · Chile | 26 de junio de 2008      |
| Brasil · Canadá · Guatemala · Colombia · Costa Rica · El Salvador · Estados Unidos · Honduras · Nicaragua · Panamá · Uruguay | 27 de junio de 2008      |
| Kazajistán · Kuwait · Rusia · Ucrania                                                                                        | 3 de julio de 2008       |
| México | 4 de julio de 2008       |
| Argentina | 10 de julio de 2008      |
| Israel | 11 de julio de 2008      |
| Irlanda · Lituania · Polonia · Reino Unido                                                                                   | 18 de julio de 2008      |
| Hungría · Perú | 24 de julio de 2008      |
| Bélgica · Francia · Islandia · Países Bajos · Suiza                                                                          | 30 de julio de 2008      |
| Egipto · Corea del Sur · España                                                                                              | 6 de agosto de 2008      |
| Croacia | 7 de agosto de 2008      |
| Letonia · Venezuela | 8 de agosto de 2008      |
| Tailandia | 12 de agosto de 2008     |
| Indonesia Filipinas | 13 de agosto de 2008     |
| República Checa · Malasia · Portugal · Eslovaquia                                                                            | 14 de agosto de 2008     |
| Estonia | 15 de agosto de 2008     |
| Serbia Singapur Eslovenia | 28 de agosto de 2008     |
| Dinamarca · India · Noruega                                                                                                  | 29 de agosto de 2008     |
| Bulgaria · Finlandia · Rumania · Suecia                                                                                      | 5 de septiembre de 2008  |
| Australia · Grecia · Nueva Zelanda                                                                                           | 18 de septiembre de 2008 |
| Austria · Alemania · Suiza                                                                                                   | 25 de septiembre de 2008 |
| Turquía | 26 de septiembre de 2008 |
| Italia | 17 de octubre de 2008    |
| China | 14 de noviembre de 2008  |
| Japón | 5 de diciembre de 2008   |

Adicionalmente, el 25 de junio de 2008, en Rusia durante el Festival de Cine de Moscú la cinta se proyectó por primera vez en ese país y en Bélgica por primera vez lo hizo en el Wilkinson American Movie Day el 4 de julio del mismo año; también en Finlandia se presentó en el Festival de Cine de Espoo el 20 de agosto de 2008, y en la República Checa, el 3 de mayo de 2009, en el Festival de Cine AniFest.

### Recaudación
WALL-E recaudó un total de USD 223 808 164 en los Estados Unidos y Canadá, y USD 297 503 696 internacionalmente, sumando un resultado de USD 521 311 860 a nivel mundial, lo cual indica que fue la novena película con más ingresos en taquilla del año 2008, así como la clasificada G por la MPAA que más recaudó en ese año y la octava con más éxito en ese aspecto de Pixar.
Durante su primer fin de semana de proyección en cines, llegó a los puntos máximos de la lista de mejor desempeño en la taquilla con USD 63 087 526 (28,2 % de lo finalmente obtenido), lo cual es el quinto mejor fin de semana de apertura para un filme de Pixar (superado por Up, Buscando a Nemo, Los Increíbles y Toy Story 3), que a pesar de que se presentaron en menos salas de cine, obtuvieron mayores ingresos) y el cuarto mejor opening si se toman en cuenta las películas estrenadas en el mes de junio, lista que lidera Toy Story 3 (también de Pixar). En su primera semana recaudó USD 94,7 millones y traspasó la cifra de 200 millones de dólares en su sexto fin de semana en salas de cines. Asimismo, la cinta se mantuvo en el cine hasta el 9 de enero de 2009, siendo exhibida durante un total de 28 semanas.
En Japón, durante su estreno, tuvo una mejor recepción que Ratatouille y Kung Fu Panda, al obtener USD 5,5 millones en sus primeros tres días. No obstante, tal debut fue menor que el realizado por Los Increíbles y Buscando a Nemo. En cuanto a países hispanoamericanos se refiere, en algunos de estos la cinta desplazó a Kung Fu Panda del título del primer lugar en taquillas que este último mantenía desde su estreno. Tal fue el caso de Argentina, en donde en su primer día vendió 63 000 boletos, siendo luego reemplazada por el estreno de The Dark Knight. Dicho hecho también sucedió en México, país que con 444 salas de cine exhibiendo la película recaudó USD 5,3 millones (USD 55,5 millones) en sus primeros dos días. Durante su primera semana de presentación en Chile, la película recaudó USD 545 035 en ese país, arrebatándole el puesto del primer lugar a Superagente 86. Hasta septiembre de 2008, la taquilla en Venezuela fue liderada por WALL-E y The Dark Knight. En España también tuvo una buena acogida en la taquilla, superando a La momia: la tumba del emperador Dragón y Hancock y recaudando en sus primeros cinco días 3,2 millones EUR; sin embargo, el puesto caería hacia el tercero tras los estrenos en cine de Mamma Mia! y The Dark Knight en el país. Uruguay fue uno de los países en los que se presentó el hecho de que WALL•E no superó a las películas proyectadas previo a su estreno; la película vendió 3400 entradas en sus primeros tres días a comparación de las 8300 entradas vendidas por Superagente 86 y las 11 265 de Kung Fu Panda en esos mismos días, y durante las vacaciones de julio fue la tercera más vista en ese país con 48 000 boletos, superada por Kung Fu Panda (126 000) y Hancock (52 000).
Los países en los que recaudó más de 10 millones de dólares son los siguientes: Japón (USD 44 005 222), Reino Unido, Irlanda y Malta (USD 41 215 600), Francia y la región Magreb (USD 27 984 103), Alemania (USD 24 130 400), México (USD 17 679 805), España (USD 14 973 097), Australia (USD 14 165 390), Italia (USD 12 210 993) y Rusia y la CEI (USD 11 694 482).

### Crítica
WALL•E fue recibido con múltiples elogios positivos por parte de la crítica, así como también por una buena acogida por parte del público. Rotten Tomatoes reportó que un 95 % de las críticas respecto al filme fueron positivas, basándose en más de 261 reseñas, cuyo promedio fue de un 8.6 sobre 10. Mientras tanto, en Metacritic el filme logró alcanzar una puntuación de 95 sobre 100, basando dicha información en 37 reseñas. indieWire nombró a WALL•E como el tercer mejor filme del año 2008, de acuerdo a su encuesta anual realizada sobre las 100 mejores películas, en tanto que Movie City News informó que la película había logrado ingresar en más de 162 listas de estilo top ten, además de que obtuvo más de 286 críticas positivas, y de que esta aparecía con frecuencia en posiciones altas dentro de diferentes listas, en las que se catalogaban las mejores películas de 2008.

#### Anglosajona y de otros países
Richard Corliss, de la revista Time, comentó que WALL•E había sido su película favorita de 2008 y, según sus palabras, la razón de su éxito se debía a que «[puede] conectarse hacía una gran audiencia juvenil», a pesar de que los personajes casi nunca hablan y de que «carecen de algún rasgo emocional como una boca, cejas, labios, brazos, riñones y hombros». El filme también «evoca el pasado de la película [en relación a su argumento]»; el crítico comparó la relación que sostiene WALL•E con EVA, con la química de pareja que mantienen Spencer Tracy y Katharine Hepburn. Otras reseñas similares, en las que WALL•E se la consideró como una de las películas favoritas de 2008 por parte de los críticos, se incluyen a las de Tom Charity, de CNN, Michael Phillips, del Chicago Tribune, Lisa Schwarzbaum, de Entertainment Weekly, A. O. Scott, del periódico The New York Times, Christopher Orr, del diario The New Republic, Ty Burr y Wesley Morris, del The Boston Globe, Joe Morgenstern, del The Wall Street Journal, y Anthony Lane, del The New Yorker. A su vez, John Anderson, del The Washington Post, mencionó que la película es «una joya en su concepción, ejecución y mensaje»; mientras que Claudia Puig, del USA Today dijo que había sido una «encantadora y visualmente asombrosa historia de animación por ordenador [...] ingeniosa, conmovedora y divertida».
Todd McCarthy, de la revista Variety, calificó a la película como «la novena maravilla consecutiva de Pixar», pues mencionó que si bien era imaginativa, también era algo sencilla y maravillosa. Comentó además que el filme empujó los límites de la animación por equilibrar las ideas esotéricas con otras más accesibles, y que la diferencia principal entre otras películas de ciencia ficción radica en que esta brota de un «apocalipsis optimista». Kirk Honeycutt, de The Hollywood Reporter, declaró que WALL•E superó los logros de las anteriores ocho películas que Pixar había producido, y que este filme tal vez ha sido su mejor proyecto creativo hasta la fecha, pues comentó que la película contiene «el corazón, el alma, el espíritu y el romance de una excelente película muda». Honeycutt dijo también que el golpe definitivo de ingenio que presenta la película se debe a que los productores utilizaron de manera correcta la mezcla entre los archivos de fotografía de la misma y de diversos efectos gráficos realizados por computadora, para expresar con claridad las inclinaciones románticas de WALL•E.
Roger Ebert escribió en el Chicago Sun-Times que para él WALL•E había sido una «apasionante película animada, una maravilla visual con un digno argumento de ciencia ficción». También mencionó que la escasez de diálogo le permitiría a la película «superar las barreras lingüísticas» de manera adecuada para transmitir el tema ecológico de manera global, y además señaló que el filme bien puede agradar a audiencias que van desde niños hasta adultos. El crítico también elogió la animación, pues dijo que el compendio de colores fue «radiante y alegre [...] con ciertos tonos de realismo», además de añadir que Pixar sí logró generar la conducta «curiosa» que identifica a WALL•E, pues comparó su diseño «oxidado» así como su actitud «trabajadora y valerosa» como un intento por crear a protagonistas más «adorables». También dijo que WALL•E se encargaba de ofrecer ideas más allá de dar un simple espectáculo visual, pues dijo que la película podría estimular «ciertos pensamientos en los espectadores más jóvenes». El crítico apuntó que el filme se había convertido en una de sus veinte películas favoritas de 2008, y argumentó que era «la mejor película de ciencia ficción que haya visto en años». Por otra parte, el director Terry Gilliam elogió a la película por ser «un pequeño trozo de un maravilloso trabajo; las escenas en las que se muestra lo que queda del planeta Tierra son bastante hermosas: [esta] ha sido una de las mejores películas mudas. ¡Y además tiene un impresionante diseño gráfico!».
La película fue descrita como un programa de orientación ecológico, pues de acuerdo a McCarthy, aunque esta brinda ese sentimiento con cierta ligereza, permite darle la opción al espectador de si aceptar o no dicho mensaje. Entre tanto, Kyle Smith, del New York Post, escribió que los humanos futuristas que se muestran en WALL•E parecen «una masa fofa de idiotas con cerebro de frijol, que son literalmente, demasiado obesos para poder caminar», aunque la película en sí ha sido la más oscura y tétrica que cualquier otro filme que Disney haya producido antes. Comparó además, dichos personajes con las personas que asisten a los parques temáticos de Disney, pues añadió que «tampoco estoy seguro de haber visto jamás a alguna corporación gastar tanto dinero para emitir un insulto hacía sus consumidores». Maura Judkis, de U.S. News & World Report, se preguntó si en realidad esta representación sobre los «seres humanos aterradoramente obesos» podría hacer conciencia hacía los niños haciéndoles preferir «jugar afuera en la calle, en vez de hacerlo frente a la pantalla de la computadora, para evitar un destino semejante». Esta interpretación sobre WALL•E incitó una cierta controversia por parte de algunos críticos con tendencias conservadoras como el comentarista de la Fox News, Glenn Beck, así como los editores de la National Review Online, incluyendo a Shannen W. Coffin y Jonah Goldberg (a pesar de que este último también elogiaba a la película al calificarla como «fascinante», detallando que su producción en general le había parecido «espectacular»).
Patrick J. Ford, del The American Conservative, dijo que las críticas conservadoras respecto a WALL•E habían perdido la esencia misma del conservadurismo tradicional, pues él sostuvo que el consumismo en masa de la película no estaba destinado a ser mostrado como el producto de las grandes empresas, sino más bien, el resultado que surge a partir de la relación entre estas y los grandes gobiernos: «El gobierno ofrecía unilateralmente a sus ciudadanos todo aquello que ellos necesitaban, y debido a esa falta de diversidad es por lo que la Tierra tendió a caer». En respuesta a la frase que hizo Coffin respecto a que la película ensalza los «males de la humanidad», Ford argumentó que los únicos males que se muestran en el filme son aquellos que resultaron del «perder contacto con nuestra propia humanidad» y que los verdaderos fundamentos conservadores que se mostraron en WALL•E, como el cultivo de plantas, la unión familiar y el entretenimiento «saludable» fueron mostrados al final de la película, los cuales estuvieron representados por los personajes humanos. Concluyó su comentario al decir que «mientras las familias conservadoras se mantengan fuera de WALL•E, esos comentaristas están haciendo que sus lectores tengan ciertos prejuicios en contra de esa película».
Algunas críticas han argumentado que la película ha sido catalogada con frecuencia como «buena», alegando que existe una cierta sobrevaloración, pues en ellas se comenta que la película peca de «ser demasiado deslumbrante, pues tiene un alto voltaje de entusiasmo». Otros adjetivos que se han utilizado para describirla han sido «poco imaginativa», «sorprendentemente trivial», «sermoneadora» así como «demasiado larga [en cuanto a duración]». Algunos niños también se dieron a la tarea de realizar sus propias críticas respecto al filme, las cuales fueron enviadas al CBBC; en ellas, los infantes catalogaron a la película de «aburrida», además de que contenía un argumento «inapropiado».

#### Hispanoamericana y española

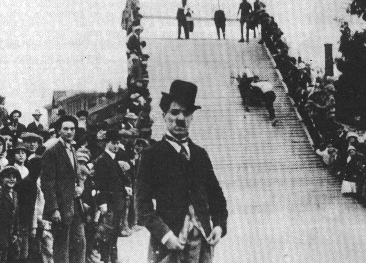
Para diversos sitios web de reseñas sobre películas, WALL•E guarda ciertas semejanzas con las películas de Charles Chaplin. Algunos otros críticos estuvieron de acuerdo con esta observación.

Al igual que ocurriera en los países de su lengua natal, WALL•E obtuvo múltiples elogios por parte de los revisores y comentaristas en Hispanoamérica y España. Jordi Costa, del diario El País, remarcó el hecho de que la película ha generado un impacto duradero en la cultura popular pues dijo que «WALL•E [...es] un afortunado juego malabar en el que se combinan perfección técnica, poesía libre de imposturas y muchísimo riesgo [...] Una película que se afirma perdurable, perfecta y universal». Juanma González, de NotasdeCine, elogió de igual manera a la película pues dijo que era «enérgica, sentimental, brillante y poética [...] puro cine, entretenimiento magistral y profético espectáculo». Asimismo, recalcó que el filme utiliza varios de los recursos de anteriores películas de Pixar, como Ratatouille (2007) y Los Increíbles (2004), así como también varios detalles visuales que le dan al espectador una visión general del argumento. MuchoCine.net comentó que WALL•E no estaba dirigido a un público infantil, sino a uno más bien adulto; en su reseña, consideró que la nave Axioma tenía un cierto parecido al mundo de Oz, en donde las fantasías se vuelven realidad, y que gracias al argumento mudo que presenta la película, hace que esta sea la mejor producción de Pixar hasta el momento. NotiCine.com dio un comentario respecto a la moral que presenta WALL•E, pues dijo que «reírnos de nosotros mismos nos ayuda a pensar en los errores que se pueden cometer. [El filme] lo utiliza sabiamente conjugando una historia animada al servicio de los más pequeños con un toque de atención a los más mayores», ya que el tema de la ecología que retrata la película puede dejar una «esperanza entre tanta oscuridad», aunado al hecho de que ofrece «uno de los mejores guiones del año [2008]». El sitio ElArlequín.com mencionó que la película «es un placer, de punta a punta, y no hay un momento muerto en la película [...] está plagada de pequeños detalles que resultan deliciosos». Cabe señalarse que en su evaluación la comparó con la película Soy leyenda (2007), protagonizada por Will Smith, ya que «en el fondo, [es] una especie de versión robótica de Robert Neville, sin vampiros ni amenazas próximas (salvo las inclemencias del clima), con enormes ciudades desiertas y gigantescas montañas de basura procesada que se elevan hasta el cielo».
Una crítica negativa, a comparación de todas la anteriores, la ofreció el portal online OffOffCrítica.com el cual comentó que la película resultaba «una fábula sobre la autocomplacencia en la que nos sume el mundo antinatural», al destacar que «la historia de amor entre una tostadora y un iPod, está muy bien, pero no es el gran clásico de la animación que cambiará el mundo que parece haber visto todo hijo de vecino». Igualmente, ofreció una cierta comparación entre WALL•E y la serie de videojuegos de RPG Final Fantasy, pues mencionó que en el filme está «la noción de que está muy por encima de cualquier otra cosa que se haya hecho hasta el momento» catalogándola como «descompensada» pues dijo que la caracterización de su protagonista impedía que los demás personajes pudieran desdoblarse y tener un papel dentro de la misma. En su reseña, concluyó: «una buena película que de haber sido un poco más simple se podría [haber] convertir[tido] en un clásico». WALL•E también recibió una cierta crítica de carácter político, pues de acuerdo al sitio 20Minutos.es, fue objeto de propaganda izquierdista, ya que en la nota respectiva se mencionó que Greg Pollowitz había dicho que la película «son noventa minutos sobre el peligro del consumismo, las grandes corporaciones y la destrucción del medioambiente». De igual manera, Jonah Goldberg mencionó que el filme de Pixar era «hipócrita», pues a través de dicho proyecto la casa de animación intentaba transmitir ciertos «elementos fascistas».

## Premios
WALL•E ganó el premio a la «mejor película de animación», y fue nominada en las categorías de «mejor guion original», «mejor banda sonora», «mejor canción original», «mejor edición de sonido» y «mejor sonido» para la 81.ª entrega de los Óscares; sin embargo, perdió ante las películas Slumdog Millionaire, The Dark Knight y Milk. Walt Disney Pictures presionó también para que el filme entrara a la categoría de «mejor película», sin embargo, no fue nominado, una situación que provocó controversia en cuanto a si la Academia deliberadamente restringió a WALL•E solamente a la categoría de mejor película de animación, y a consecuencia de ello, Peter Travers comentó que «si alguna vez hubo un momento en que una película animada merecía ser nominada a la mejor película, esa era WALL•E». Solo tres películas han sido nominadas a dicha categoría, las cuales han sido La bella y la bestia (1991), y los dos siguientes filmes de Pixar, Up (2009) y Toy Story 3 (2010). Stanton reflexionó sobre lo sucedido, y mencionó que no estaba decepcionado de que la película no lograra estar nominada para dicha categoría, ya que en cambio se sentía lleno de júbilo gracias a la buena aceptación que el filme había adquirido; al respecto, señaló: «la línea [entre el live-action y la animación] solo se está volviendo cada vez menos nítida, y pienso que con cada año que pasa esto se va a volver más y más tedioso, pues uno ya no va a poder discernir cuál película es en realidad una animada y cuál no».
El filme hizo una aparición exitosa en varias premiaciones de finales de 2008, particularmente en la categoría de «mejor película», en donde la mayoría de las películas de animación son pasadas por alto. Ésta adquirió el galardón, o por lo menos el equivalente de dicho premio, en la Boston Society of Film Critics (aunque empató con Slumdog Millionaire), en la Chicago Film Critics Association, en la entrega de premios de la Central Ohio Film Critics, en la Online Film Critics Society, y más notablemente en Los Angeles Film Critics Association, en donde logró convertirse en la primera película animada en obtener tan prestigioso galardón. También fue nombrada como una de las mejores películas de 2008 por parte del American Film Institute y del National Board of Review of Motion Pictures.
Igualmente ganó como «mejor largometraje animado» en la 66.ª edición de los Globo de Oro, en la 81.ª entrega de los Óscares y en los Broadcast Film Critics Association Awards 2008. Resultó nominada en varios rubros de los Premios Annie, incluyendo «mejor película», «mejores efectos animados», «mejor animación de personajes», «mejor dirección», «mejor diseño de producción», «mejor guion» y «mejor doblaje» (por Ben Burtt); pero fue vencida por Kung Fu Panda en todas las categorías mencionadas. Ganó asimismo como «mejor película» en los Premios BAFTA 2008, y en los mismos se hizo acreedora a dos nominaciones como «mejor música» y «mejor sonido». Thomas Newman y Peter Gabriel obtuvieron un Grammy cada uno por las canciones «Down to Earth» y «Define Dancing». Además, la cinta obtuvo todos los premios a los que fue nominada por la Visual Effects Society: «mejor animación», «mejor animación de personajes» (por la escena de WALL•E y EVA sobre la camioneta) y «mejores efectos en una película animada». Se convirtió a su vez en el primer filme animado en ganar la categoría de «mejor edición de una comedia o musical» por la American Cinema Editors. En 2009, Stanton, Reardon y Docter ganaron el premio Nébula al mejor guion, triunfando sobre The Dark Knight y el episodio «The Shrine», de la serie Stargate Atlantis. Aunado a los anteriores logros, obtuvo el premio de «mejor película animada» y fue nominada a «mejor director» en los Premios Saturn.
En los National Movie Awards del Reino Unido, ceremonia que solo toma en cuenta los votos del público, ganó en la categoría de «mejor película familiar». Asimismo, fue votada como «mejor película» en los British Academy Children's Awards. El protagonista de la película, WALL•E, obtuvo el puesto número 63 de la encuesta en línea de 2008 sobre los 100 mejores personajes cinematográficos, por la revista Empire. A principios de 2010, Time ubicó a WALL•E en el puesto número 1 en su lista de «mejores películas de la década».

### Premios Óscar
| Año  | Categoría                              | Receptores y/o nominados             | Resultado |
| ---- | -------------------------------------- | ------------------------------------ | --------- |
| 2008 | Mejor película de animación            | Andrew Stanton                       | Ganador   |
| 2008 | Mejor guion original                   | Andrew Stanton Jim Reardon           | Nominados |
| 2008 | Mejor banda sonora                     | Thomas Newman                        | Nominado  |
| 2008 | Mejor canción original «Down To Earth» | Peter Gabriel Thomas Newman          | Nominados |
| 2008 | Mejor edición de sonido                | Ben Burtt Matthew Wood               | Nominados |
| 2008 | Mejor sonido                           | Tom Myers Michael Semanick Ben Burtt | Nominados |

### Globos de Oro
| Año  | Categoría                              | Receptores y/o nominados    | Resultado |
| ---- | -------------------------------------- | --------------------------- | --------- |
| 2009 | Mejor película animada                 | Andrew Stanton              | Ganador   |
| 2009 | Mejor canción original «Down To Earth» | Peter Gabriel Thomas Newman | Nominados |

### Premios BAFTA
| Año  | Categoría                   | Receptores y/o nominados    | Resultado |
| ---- | --------------------------- | --------------------------- | --------- |
| 2008 | Mejor película de animación | Andrew Stanton              | Ganador   |
| 2008 | Mejor música original       | Thomas Newman Peter Gabriel | Nominados |
| 2008 | Mejor sonido                | Thomas Newman               | Nominado  |

## Formato casero
El 18 de noviembre de 2008, la película salió a la venta en formato DVD, y después le siguió en Blu-ray. Estas versiones (que en realidad eran un paquete especial) contenían a Presto, un cortometraje llamado BURN-E, el documental realizado por Leslie Iwerks titulado The Pixar Story, ciertos cortos relacionados con la historia de Buy 'n Large, un especial del detrás de cámaras, y una copia digital de la película que puede ser reproducida mediante el iTunes y Windows Media con sus respectivos dispositivos compatibles. Este paquete logró vender 9 042 054 unidades (los cuales suman en total USD 142 633 974), lo cual hizo que fuera el DVD más vendido basado en una animación de 2008 en términos de unidades vendidas, siendo solo superado por Kung Fu Panda; asimismo, logró ser la animación que mayores ventas recaudó en dicho formato, en términos de ingresos, así como también el tercer DVD más vendido de 2008.